# ذوبل الفصة
ذَوبل الفِصَّة هو أحد مسببات الأمراض الفطرية يصب الفصة. تركب الأوراق القريبة من التربة فتعطبها وتسبب يباسها. يُكافح بتأخير الري لأن الجفاف يضيمه ويقضي على نشاطه.